# Franklin Lobos
Franklin Erasmo Lobos Ramírez (Copiapó, Chile, 2 de junio de 1957) es un exfutbolista chileno retirado en el año 1995. Jugaba de mediocampista, defendiendo la camiseta de varios clubes de la zona norte de Chile, y jugando algunos encuentros por la selección de fútbol de Chile. Luego de su retiro se empleaba como chofer en la mina San José, próxima a Copiapó, donde quedó atrapado durante 69 días tras el derrumbe del yacimiento, siendo parte del grupo de 33 trabajadores afectados. Tras el accidente en el yacimiento minero, fue convocado por la FIFA para brindar charlas de motivación. Actualmente se desempeña como coordinador técnico de las divisiones inferiores de Deportes Copiapó.

## Selección nacional de fútbol
Con la selección de Chile, Lobos jugó en la etapa clasificatoria de los Juegos Olímpicos de Los Ángeles 1984, pero tras ganar los pasajes no fue incluido en la plantilla que estuvo en dicho evento.

## Clubes
| Club                 | País  | Año       |
| -------------------- | ----- | --------- |
| Regional Atacama     | Chile | 1980-1981 |
| Deportes Antofagasta | Chile | 1982      |
| Cobresal             | Chile | 1983-1985 |
| Deportes Antofagasta | Chile | 1986-1987 |
| Cobresal             | Chile | 1988-1989 |
| Deportes La Serena   | Chile | 1990-1991 |
| Deportes Iquique     | Chile | 1992      |
| Santiago Wanderers   | Chile | 1993      |
| Unión La Calera      | Chile | 1994      |
| Regional Atacama     | Chile | 1995-1997 |

## Palmarés

### Campeonatos nacionales
| Título           | Club     | País  | Año  |
| ---------------- | -------- | ----- | ---- |
| Segunda División | Cobresal | Chile | 1983 |

## Accidente minero
Franklin es uno de los 33 mineros que se encontraban atrapados en la mina San José desde el 5 de agosto de 2010, en las cercanías de Copiapó, en el norte de Chile, luego de un derrumbe acontecido en esta. Él trabajaba de chofer en la mina, ingresando y sacando a los mineros en camioneta. Su familia fue la primera en tomar conocimiento sobre el accidente y la que le dio aviso a la empresa que explotaba la mina.
Llevaba trabajando tres meses en aquel lugar, en el momento del derrumbe cumplía con el deber de transportar a los operarios hacia la superficie para almorzar.
El 22 de agosto se recibió la noticia de que tanto él como el resto de los mineros se encuentran vivos y en buen estado.
Fue el vigésimo séptimo minero en ser rescatado del yacimiento durante el 13 de octubre. Franklin se demoró 9 minutos y 23 segundos en llegar a la superficie en el proceso de rescate. Luego fue recibido por su hija y por las personas encargadas del operativo, además del presidente de ese entonces Sebastián Piñera.